# Natah
Natah is een bestuurslaag in het regentschap Gunung Kidul van de provincie Jogjakarta, Indonesië. Natah telt 3364 inwoners (volkstelling 2010).